# Maria Griñó Diñé
Maria Griñó Diñé (Tortosa, 28 de novembre de 1782 - Tortosa, 16 de febrer de 1836) fou la mare del comandant de les forces carlines Ramon Cabrera Griñó, conegut com El tigre del Maestrat. En el marc de la Primera Guerra Carlina, fou afusellada en represàlia per la mort dels alcaldes de Valdeargorfa i La Torrecella d'Alcanyís (Torrecillas) prèviament executats per ordre de Cabrera. Aquest fet va desencadenar una irracional onada de crims i violència en tots dos bàndols.

## Biografia
Batejada amb els noms d'Anna Maria, Rosa i Francisca, i anomenada simplement Maria, era filla legítima del serraller Josep Griñó i de Maria Francisca Diñé. Definida com una noia de bon caràcter i de costums piadoses, va contraure matrimoni el 19 de juliol de 1801 amb Josep Cabrera Ciscar, mariner dedicat al transport de cabotatge, home treballador i decidit que assolí el grau de capità i va adquirir un veler falutx de 30 tones amb el qual feia transports i negocis per compte propi. Varen tenir quatre fills: Mateu (mort als 10 anys) Rafaela, Ramón i Bienvenida.
L'any 1811 les tropes franceses van envaïr Tortosa i la família es traslladà a Vinaròs. Al cap de poc, Maria quedà vídua i decidí tornar a Tortosa al redós dels seus parents. El 1816 amb 34 anys va contraure matrimoni amb Felip Calderó Arrienbanda, també patró de vaixell que es feu càrrec del manteniment i l'educació dels seus tres fills i dels altres quatre que van tenir.
Ramon Cabrera Griñó (1806) era el tercer fill del primer matrimoni de Maria. Becat pel bisbat de Tortosa fou destinat als estudis eclesiàstics. Als 19 anys rebé la primera tonsura, malgrat el seu caràcter inquiet i l'afició a anar de gresca i freqüentar reunions polítiques. Mostrava simpatia per la causa de Carles Maria de Borbó en front d'Isabel, filla i hereva de Ferran VII gràcies a la derogació de la Llei Sàlica.
El 1833 amb la societat dividida en dos blocs socials ideologicament irreconciliables, va esclatar la primera guerra carlina. La major part de l'exèrcit es va mantenir fidel a Isabel, tutelada per la mare i regent Maria Cristina de Borbó-Dues Sicilies. Els carlins més desorganitzats, s'agrupaven en partides i combatien de forma dispersa amb tàctiques de guerrilla. Ramon Cabrera, expulsat del seminari i desterrat a Barcelona, va marxar a Morella i s'allistà voluntari al bàndol carlí i en poc temps va fer una carrera fulgurant. El 1834 fou ascendit a coronel i el 1835 va esdevenir cap de les forces d'Aragó i València.
El 6 de febrer de 1836 va ordenar afusellar els alcaldes de la Torrecella (Torrecillas) i de Valdeagorfa, acusats de d'espionatge, fet que va desencadenar la immediata resposta dels lliberals. El General Agustín Nogueras Pitarque, cap de l'exèrcit isabelí, ordenà la detenció de la mare i tres germanes de Cabrera.
Maria Griñó Diñé, completament innocent i aliena als fets, sense judici, ni possibilitat de defensa, fou condemnada a mort amb el vist i plau del Capità General de Catalunya Francisco Espoz y Mina. L'execució per afusellament es va acomplir el 16 de febrer de 1836 al castell de la Suda de Tortosa, comandada pel mateix general Nogueras Com a crueltat afegida, li fou negat el dret de rebre els auxilis espirituals i acomiadar-se de les seves filles i nets.
La mort de Maria va provocar un gran escandol polític, fins i tot a nivell internacional. L'ambaixada britànica va amenaçar de retirar el recolzament als isabelins i la mateixa premsa lliberal es va fer ressò de l'assassinat i el va reprovar. Espoz y Mina va haver de dimitir i el general Noguera va ser rellevat i se li va obrir una causa.
La reacció del general Cabrera no es va fer esperar i les represàlies foren terribles. La duresa de les seves accions li va valdre el sobrenom deTigre del Maestrat. Les primeres víctimes de la venjança foren Maria Roqué, l'esposa del coronel Manuel Fontiveros i Cinta Foz, Mariana Guardia i Francisca Urquizu, familiars dels lliberals, afusellades a Vall-de-Roures (Terol) continuant l'espiral de violència amb afusellaments massius de presoners i població civil i assassinats i violacions de dones i nenes a mans de tots dos bàndols.

## Memòria històrica
Oblidada durant molt temps, la figura de Maria Griñó ha sigut mencionada sempre en funció del seu fill. La seva mort fou considerada un símbol de les atrocitats dels lliberals i s'ha usat i manipulat segons ha convingut a amdós bàndols. El 1936 arràn del centenàri de l'afusellament, el diari pro-carlí El siglo futuro feia referència a El más horrendo crimen del liberalismo. A la anciana de 80 años no se la permitió confesarse ni despedirse de sus hijos. En realitat Maria tenia 53 anys.
La ciutat de Tortosa ha dedicat a Maria Griñó un dels monuments del grup escultòric del Passeig de les Cultures, al peu del castell de la Suda.